# لواء الفرسان إس إس
لواء الفرسان إس إس (SS-Kavallerie-Brigade) وحدة تابعة لفافن إس إس الألمانية خلال الحرب العالمية الثانية. عملت تحت سيطرة Kommandostab Reichsführer-SS، وقد أدت في البداية الواجبات الأمنية في المناظق الخلفية في بولندا التي تحتلها ألمانيا. خلال غزو الاتحاد السوفيتي، عمل اللواء في المناطق الخلفية للقوات الألمانية، في قيادة المنطقة الخلفية للجيش. اشتبكت مع وحدات الجيش الأحمر وقتلت اليهود والشيوعيين وما يسمى بالثوار. في عام 1942، تم حل اللواء وتم نقل أفرادها إلى فرقة فرقة الفرسان الثامنة لقوات الأمن الخاصة فلوريان غاير التي تم تشكيلها حديثًا.

## تشكيل
استند لواء الفرسان على فوج توتنكوبف-إس إس الذي نشأ في سبتمبر 1939، لواجبات الشرطة والأمن في بولندا، تحت قيادة هيرمان فيجيلين. بحلول أبريل 1940. في شهر مايو، تم تقسيمها إلى فوجين، فوجان توتنكويف إس إس1 و2، كل منهما من أربعة أسراب، و5 ثقيلة و 6 بطاريات احصنة.
في أوائل شهر أغسطس عام 1941 أمر هيملر بتشكيل لواء الفرسان إس إس تحت قيادة هيرمان فيجلين من فوجي سلاح الفرسان الأول والثاني.  تم نقل أفراد لتشكيل أسراب المدفعية والهندسية والاستطلاع التابعة للواء. كما تم تزويدهم ببطارية خفيفة مضادة للطائرات. كان لدى اللواء الآن قوة قوامها 3500 رجل و2900 حصان و375 مركبة.

## الاتحاد السوفياتي
بعد الغزو الألماني للاتحاد السوفيتي في عملية بارباروسا، تم تكليف أفواج الفرسان من قوات الأمن الخاصة، إلى جانب لواء المشاة إس إس الأول إلى ما كان يُعتبر نقاط توتر رئيسية في الأراضي المحتلة. في 19 يوليو 1941، تم نقل أفواج الفرسان تحت القيادة العامة للقائد الأعلى لقوات الأمن والشرطة إريك باش للعمل في منطقة <a href="https://en.wikipedia.org/wiki/Pinsk_Marshes" rel="mw:ExtLink" title="Pinsk Marshes" class="cx-link" data-linkid="68">Pripet marsh</a>، وهي مساحة كبيرة من الأرض تغطي أجزاء من بيلاروس وشمال أوكرانيا. بعد ذلك، تم الجمع بين الأفواج لتصبح لواء الفرسان إس إس. وقد أُمروا بأداء «التمشيط المنهجي لمستنقعات بريبيات».  تم تعيين لواء الفرسان إس إس لأنه كان أكثر قدرة على الحركة وأكثر قدرة على تنفيذ عمليات واسعة النطاق؛ لعب اللواء دورًا محوريًا في الانتقال من «القتل الجماعي الانتقائي» إلى الإبادة الجماعية للسكان اليهود في الجزء المحتل من الاتحاد السوفيتي.

## ما بعد الحرب
حققت السلطات الألمانية في أنشطة تشكيلات سلاح الفرسان في الستينيات. 